# Museo storico del Risorgimento Agostino Bianchi
Il Museo storico del Risorgimento Agostino Bianchi è un museo ubicato a Montichiari, in provincia di Brescia.
Fu inaugurato il 21 maggio 1934 per volontà di Mario Baratti e allestito nuovamente nel 1944. Importante il lavoro di conservazione intrapreso successivamente dal Maestro Agostino Bianchi. Nel giugno 1978, passato in proprietà al Comune, furono avviati i lavori di ristrutturazione per riadattarne la struttura unitamente all'ampliamento e al riordino delle collezioni; fu nuovamente inaugurato il 4 novembre 1983.
Il museo è situato all'interno dell'ex coro della chiesa di Santa Maria del Suffragio e raccoglie, in un percorso cronologico, testimonianze scritte, armi, bandiere, fotografie e cimeli storico-militari attraverso le grandi battaglie: dalla battaglia di Castiglione (1796) alle guerre mondiali del Novecento, passando per il Risorgimento italiano. .
Fra le collezioni, si ricordano: il bullone del motore dell'aereo di Francesco Baracca, recuperato sul Montello laddove precipitò nel giugno 1918; statuti e bandiere delle Società di mutuo soccorso; cinque stereoscopi dotati di sessanta diapositive ciascuno, concernenti il primo conflitto mondiale; la tuta di volo indossata da Arturo Mercanti nel 1929 allorquando, con i piloti Umberto Maddalena e Stefano Cagna, prese parte alle ricerche dei naufraghi del dirigibile Italia.

## Percorso
- Campagna d'Italia (1796-1797) di Napoleone Bonaparte
- Tre Guerre d'Indipendenza
- Seconda guerra mondiale